# 有賀豊文
有賀 豊文（あるが　とよふみ、1942年11月16日 - ）は、日本の元スピードスケート選手である。長野県佐久市出身。
立教大学在学時の1964年インスブルックオリンピックに出場、1500m41位、5000m24位、10000m22位だった。
財団法人日本スケート連盟理事。